# Alicia Senovilla
Alicia Martínez Senovilla (Madrid, 29 de març de 1969) és una periodista espanyola. És diplomada universitària en turisme per la Universitat Complutense de Madrid.

## Trajectòria
Es va iniciar professionalment al programa Buenos días entre gener i octubre de 1990. Va passar llavors a l'emissora local de Cadis de Radio Nacional de España, on va presentar el magazín Apúntate cinco. El 1995 va donar el salt a televisió, incorporant-se a Canal Sur. En un primer moment es va fer càrrec del programa diari de participació ciutadana ¡Qué buena gente!, on va realitzar les seves primeres incursions en un format en el qual posteriorment repetiria en televisions d'àmbit nacional: el programa d'entrevistes en què ciutadans anònims relaten les seves vivències personals davant la càmera. Posteriorment, entre 1995 i març de 1997 va presentar el concurs divulgatiu Conocer Andalucía.
A partir de maig de 1997 i fins a setembre, va treballar per primera vegada en una televisió d'àmbit nacional en ser seleccionada com a suplent d'Ana García Lozano, de baixa per maternitat, en el programa Ana. La seva desimboltura i espontaneïtat davant la càmera van aconseguir guanyar-se les simpaties del públic, i Telecinco va decidir, al novembre d'aquest any, donar-li l'oportunitat de conduir el seu propi espai, el programa de debat Ya empezamos. La temporada següent, es va fer càrrec d'un programa d'entrevistes en horari vespertí en la mateixa cadena: Las tardes de Alicia (1998-1999).
Després de dos anys, el 1999 va trencar la seva relació amb Telecinco per fitxar per Antena 3 que la va situar en un espai amb el qual pretenia trencar el lideratge d'audiència de María Teresa Campos en horari matinal. Es tractava d'un programa de testimonis titulat Como la vida misma, que es va estrenar el setembre i que durant un temps va aconseguir una mitjana de quota de pantalla del 20%. Un any després, el setembre de 2000 el programa es va rebatejar i es va denominar Como la vida, ampliant horaris i continguts. Malgrat els acceptables nivells d'audiència, Antena 3 va decidir retirar el programa de la seva graella el 2001. En aquest moment, Senovilla fitxa per Telemadrid per presentar un programa gairebé idèntic a l'anterior i a la mateixa franja horària amb el títol de Las mañanas de Alicia, i que es va mantenir en antena durant la temporada 2001-2002. Va compaginar aquest espai amb l'espai Dímelo todo.
El gener de 2003 i davant els pobres resultats d'audiència que Antena 3 havia obtingut en horari matinal després de la marxa de Senovilla amb el programa De buena mañana, presentat successivament per Juan Ramón Lucas i Isabel Gemio, els directius de la cadena van decidir comptar de nou amb Alicia Senovilla i el seu Como la vida per remuntar el nombre d'espectadors.
L'espai, en aquesta nova etapa, va dedicar especial atenció a la crònica rosa. Malgrat tot, Senovilla no va aconseguir batre en audiència a la seva competidora en Telecinco, María Teresa Campos, aconseguint, el setembre de 2003 una quota del 17,9 %. L'espai es va mantenir fins al final de temporada i va ser cancel·lat, precisament al moment en què Antena 3 va fitxar a Campos per conduir el programa matinal.
A Antena 3, Senovilla també va conduir El castillo de las mentes prodigiosas (2004), La hora de la veridad (2004-2005), el magazín La buena onda de la tarde (2005), que només es va mantenir uns mesos en pantalla, i va substituir Jaime Cantizano a ¿Dónde estás corazón? durant l'estiu de 2006.
El setembre de 2006 va tornar a Canal Sur, on va presentar el magazín La buena gente. Va presentar l'espai Regreso al futuro i el magazín vespertí Tarde de Ronda. La temporada 2011/2012 i de nou el 2014 va presentar el programa de cobla A tu vera. El diumenge 9 de novembre de 2014 va estrenar el seu nou programa de cobla per a nens anomenat Las Niñ@s de Tus Ojos. L'estiu de 2016 es va posar al capdavant d'un nou programa de música anomenat La vida es una fiesta en el qual es buscava al millor cantant d'orquestra. Després d'uns anys allunyada de la televisió nacional, Alicia Senovilla va ser l'encarregada de substituir durant els mesos de juliol i agost Susana Griso al capdavant d'Espejo público. Aquesta substitució va venir marcada per les escasses audiències del programa en l'època estival.

## Programes destacats en televisió
| Any                           | Programa                              | Canal                         |
| ----------------------------- | ------------------------------------- | ----------------------------- |
| 1990                          | Buenos días                           | TVE                           |
| 1995                          | ¡Qué buena gente!                     | Canal Sur TV                  |
| 1995-1997                     | Conocer Andalucía                     | Canal Sur TV                  |
| 1997                          | Ana                                   | Telecinco                     |
| 1997-1998                     | Ya Empezamos                          | Telecinco                     |
| 1998-1999                     | Las Tardes de Alicia                  | Telecinco                     |
| 1999-2001                     | Como la vida                          | Antena 3                      |
| 2001-2002                     | Las mañanas de Alicia                 | Telemadrid                    |
| 2003-2004                     | Como la vida                          | Antena 3                      |
| 2004                          | El castillo de las mentes prodigiosas | Antena 3                      |
| 2004-2005                     | La hora de la verdad                  | Antena 3                      |
| 2005                          | La buena onda de la tarde             | Antena 3                      |
| 2006                          | ¿Dónde estás corazón? (estiu)         | Antena 3                      |
| 2006-2007                     | La buena gente                        | Canal Sur TV                  |
| 2007-2011                     | Tarde de Ronda                        | Castilla-La Mancha Televisión |
| 2011                          | Espejo público                        | Antena 3                      |
| 2011-2012 / 2014-2015 / 2016- | A Tu Vera                             | Castilla-La Mancha Televisión |
| 2014-2015                     | Las Niñ@s de Tus Ojos                 | Castilla-La Mancha Televisión |
| 2016-actualitat               | La vida es una fiesta                 | Castilla-La Mancha Televisión |